# 6号密西西比州州道

6号密西西比州州道（英語：Mississippi Highway 6，MS6）是美国密西西比州的一条东西走向的州道，全长139英里（224），西至克拉克斯代爾连接161号密西西比州州道（MS161），在图珀洛连接278号美国国道（US278），东至阿莫里连接25号密西西比州州道（MS25）。